# Кравчик Петро Якович
Петро Якович Кравчик (27 жовтня 1947, Клембівка, Ямпільський район, Вінницька область — 5 серпня 1997, Ладижин) — український художник-живописець, почесний громадянин міста Ладижин.

## Життєпис
Петро Кравчик народився в селі Клембівка, Ямпільського району. У 1974 році переїхав до Ладижина, отримавши роботу художника-оформлювача. В 1975 році заочно закінчив Московський університет мистецтв.
У 80-х роках мав три персональні виставки у Києві. Після цього був прийнятий до Спілки художників України.

## Творчість
Петро Кравчик увіковічував у своїх картинах живописні подільські пейзажі.

## Вшанування пам'яті
18 березня 2003 Петру Кравчику було присвоєно звання почесного громадянина Ладижина посмертно.
У Ладижині іменем Петра Кравчика названа одна з центральних вулиць міста.